# 1923 في المغرب
تحتوي هذه المقالة على أهم الأحداث التي شهدتها المغرب في 1923، إضافة إلى أهم الشخصيات المغربية المولودة والمتوفية في هذه السنة.

## الحكم
- السلطان: يوسف بن الحسن
- * الحكم للإدارة الفرنسية في المغرب الحماية الفرنسية على المغرب 1912 - 1956.

- منطقة شمال المغرب وقتها كانت تحت حكم جمهورية الريف 1921 - 1927.
- المغرب الحالي وقتها كان سلطنة وليس مملكة كان يحكمها سلطان وليس ملك. وكان يسمى بلاد مراكش وليس المغرب.

## رياضة
- 13 يونيو 1923 - تأسس نادي أولمبيك خريبكة.
- 1924-1923 فاز الاتحاد الرياضي الفاسي.

## مواليد
- محمد حجي، مؤرخ وموسوعي وكاتب وباحث مغربي.

## وصلات خارجية
- ا